# Jerko Marinić Kragić
Jerko Marinić Kragić (Split, 24 de janeiro de 1991) é um jogador de polo aquático croata.

## Carreira
Jerko Marinić Kragić, de 1,91 metros de altura, jogou pelo VK Mornar Split até 2015 e depois atuou na Itália, Montenegro e Romênia. Desde 2020 ele está no VK Jadran Split. Foi campeão nacional em Montenegro, Romênia e Croácia.
Kragić sagrou-se campeão mundial com a seleção júnior croata em 2009 e, dois anos depois, conquistou o sexto lugar no Campeonato Mundial Júnior. Em 2018 disputou pela primeira vez um torneio pela seleção nacional, mas o central só se tornou titular após os Jogos Olímpicos de 2021. Em 2022, os croatas venceram a Sérvia por 14–12 nas quartas de final da Copa do Mundo em Budapeste. Depois de uma derrota por 5 a 10 para os espanhóis nas semifinais, os croatas perderam para os gregos na disputa pelo terceiro lugar. Dois meses depois, no Campeonato Europeu em Split, os croatas venceram as semifinais por 11:10 contra a Itália e venceram a final por 10–9 sobre a Hungria. Na Copa do Mundo de 2023, em Fukuoka, os croatas perderam na repescagem para Montenegro e terminaram em nono.
Nos Jogos Olímpicos de Verão de 2024, em Paris, conquistou a medalha de prata no torneio masculino do polo aquático, após confronto na final contra a equipe sérvia.